# Universidade do Estado de Minas Gerais
Universidade do Estado de Minas Gerais (UEMG) – brazylijski uniwersytet w Belo Horizonte  w stanie Minas Gerais.
Uniwersytet powstał 1989 jako Universidade de Minas Gerais.